# 백현미 (대학 교수)
백현미는 대한민국의 대학교수이자 고려대학교의 부교수이다.

## 경력
- 2004년 한국전자통신연구원 연구원
- 한국전자통신연구원 선임연구원
- 2013~2018 한양대학교 ERICA캠퍼스 언론정보대학 정보사회학과 부교수
- 고려대학교 미디어학과 부교수

## 학력
- 1997년 포항공과대학교 화학공학 학사
- 2008년 서울대학교 대학원 경영정보학 박사